# Gottlieb Jäger
Pour les articles homonymes, voir De Jager ou De Jaeger et Jäger.
Gottlieb Jäger, né le 28 décembre 1805 à Aarau (originaire de Brugg) et mort le 25 avril 1891 à Brugg, est un juriste et une personnalité politique suisse.
Il est membre du Conseil national de 1848 à 1851 et de 1854 à 1866 et le préside en 1864-1865.
Il est par ailleurs juge au Tribunal fédéral de 1856 à 1874 et le préside en 1860.

## Biographie
Gottlieb Jäger naît le 28 décembre 1805 à Aarau, dans le canton d'Argovie. Il est originaire de Brugg, dans le même canton. Son père, Samuel, est greffier du tribunal de district.
Il fait des études de droit à partir de 1825 aux universités de Bâle, d'Iéna et de Heidelberg.
Il obtient son brevet de notaire en 1829 et celui d'avocat en 1831. Il exerce la fonction de secrétaire de la direction de l'éducation du canton d'Argovie de 1832 à 1833, puis fait un voyage en Amérique jusqu'en 1836 avant de devenir avocat à Brugg.
Il est juge suppléant au Tribunal fédéral de 1849 à 1856 et de 1874 à 1880 et juge fédéral à temps partiel de 1856 à 1874. Il préside le tribunal en 1860. Il était considéré comme l'un des juristes les plus éminents de Suisse.
Il épouse Sophie Siebenmann, fille d'un commerçant, en 1837.
Il meurt le 25 avril 1891 à Brugg.

## Parcours politique
Il est député au Grand Conseil du canton d'Argovie de 1832 à 1834 et de 1837 à 1862. Il est membre en parallèle de la Assemblée constituante argovienne de 1849 à 1852. Il est par ailleurs président de Brugg de 1838 à 1858.
Il siège au Conseil national du 6 novembre 1848 au 30 novembre 1851 et du 4 décembre 1854 au  2 décembre 1866. Il le préside du 4 juillet 1864 au 17 décembre 1864.
En 1845, il dirige les négociations pour payer la rançon des francs-tireurs prisonniers du gouvernement lucernois.

### Positionnement politique
D'abord situé à la gauche du radicalisme, il se rallie par la suite au courant plus modéré du parti.